# Премия Даля — Нюгора
Премия Даля — Нюгора (англ. Dahl–Nygaard Prize) присуждается раз в год в двух категориях: заслуженным учёным с впечатляющими достижениями, и молодым многообещающим учёным, защитившимся менее семи лет назад и уже прославившимися научной статьёй, диссертацией или разработанной им системой. В области информатики и программной инженерии премия, особенно её «старшая» часть, считается одной из самых уважаемых, наряду с премиями Дейкстры, Гёделя, Кнута и Тьюринга. Премия названа в честь известных норвежских учёных, пионеров в области информатики: Оле-Йохана Даля и Кристена Нюгора, авторов первого объектно-ориентированного языка программирования Симула. Сами Даль и Нюгор успели стать получателями Премий Тьюринга, Медалей фон Неймана и многих других наград.
Получатели премии Даля — Нюгора награждаются раз в год, начиная с 2005 года, на Европейской конференции по объектно-ориентированному программированию (ECOOP). Номинация, выбор и награждение производятся тем же институтом, что организует ECOOP: AITO (Association Internationale pour les Technologies Objets).

## Лауреаты[2][3]
| Год  | Старшая премия                                        | Младшая премия     |
| ---- | ----------------------------------------------------- | ------------------ |
| 2005 | Бертран Мейер                                         | Гейл Мёрфи         |
| 2006 | Эрих Гамма, Ричард Хелм, Ральф Джонсон, Джон Влисидис |                    |
| 2007 | Лука Карделли                                         | Джонатан Олдрич    |
| 2008 | Акинори Ёнэдзава                                      | Вольфганг Де Мётер |
| 2009 | Дэвид Унгар                                           |                    |
| 2010 | Дуглас Ли                                             | Эрик Эрнст         |
| 2011 | Крейг Чемберс                                         | Ацуси Игараси      |
| 2012 | Грегор Кинчалес                                       | Тобиас Вригстад    |
| 2013 | Оскар Нирштрасс                                       | Мэтью Паркинсон    |
| 2014 | Уильям Кук и Роберт Франс                             | Тудор Гирба        |
| 2015 | Бьёрн Страуструп                                      | Александр Саммерс  |
| 2016 | Джеймс Нобл                                           | Эмина Торлак       |
| 2017 | Гилад Браха                                           | Росс Тейт          |
| 2018 | Ларс Бак                                              | Гочин Шу           |
| 2019 | Лори Хендрен                                          | Илья Сергей        |
| 2020 | Ян Витек                                              | Джонатан Белл      |
| 2021 | Ким Брюс                                              | Карим Али          |
| 2022 | Дэн Инголлс                                           | Магнус Мэдсен      |
| 2023 | София Дроссопулу                                      | Хизер Миллер       |
| 2024 | Рашид Герауи                                          | Элвин Чунг         |
| 2025 | Мира Мезини                                           | Амир Шаикха        |